# Dicrodiplosis kimberleyensis
Dicrodiplosis kimberleyensis är en tvåvingeart som beskrevs av Harris 1968. Dicrodiplosis kimberleyensis ingår i släktet Dicrodiplosis och familjen gallmyggor. Inga underarter finns listade i Catalogue of Life.